# Lasswade
Lasswade is een plaats in het Schotse bestuurlijke gebied Midlothian gelegen aan de rivier North Esk ten zuiden van Edinburgh. Lasswade vormt een aaneengesloten geheel met Bonnyrigg en het ligt tussen Dalkeith en Loanhead aan de A768. Lasswade ligt in de groene gordel van Edinburgh en de meeste inwoners werken in Edinburgh.

## Overleden in Lasswade
- William McTaggart (1835-1910), kunstschilder